# اس‌ام‌اس وی۴۵
اس‌ام‌اس وی۴۵ (به انگلیسی: SMS V45) یک کشتی بود که طول آن 79.5 meters بود. این کشتی در سال ۱۹۱۵ ساخته شد.